# Măieruș
Măieruș (em alemão: Nußbach) é uma comuna romena localizada no distrito de Brașov, na região histórica da Transilvânia. A comuna possui uma área de 56.16 km² e sua população era de 2680 habitantes segundo o censo de 2007.
A comuna fica à margem esquerda do rio Olt. Localiza-se a 30 km da capital do condado, a cidade de Brașov (em alemão: Kronstadt). O povoado teve seu primeiro registro histórico em 1377, sob a forma de "villa nucum".